# Duga

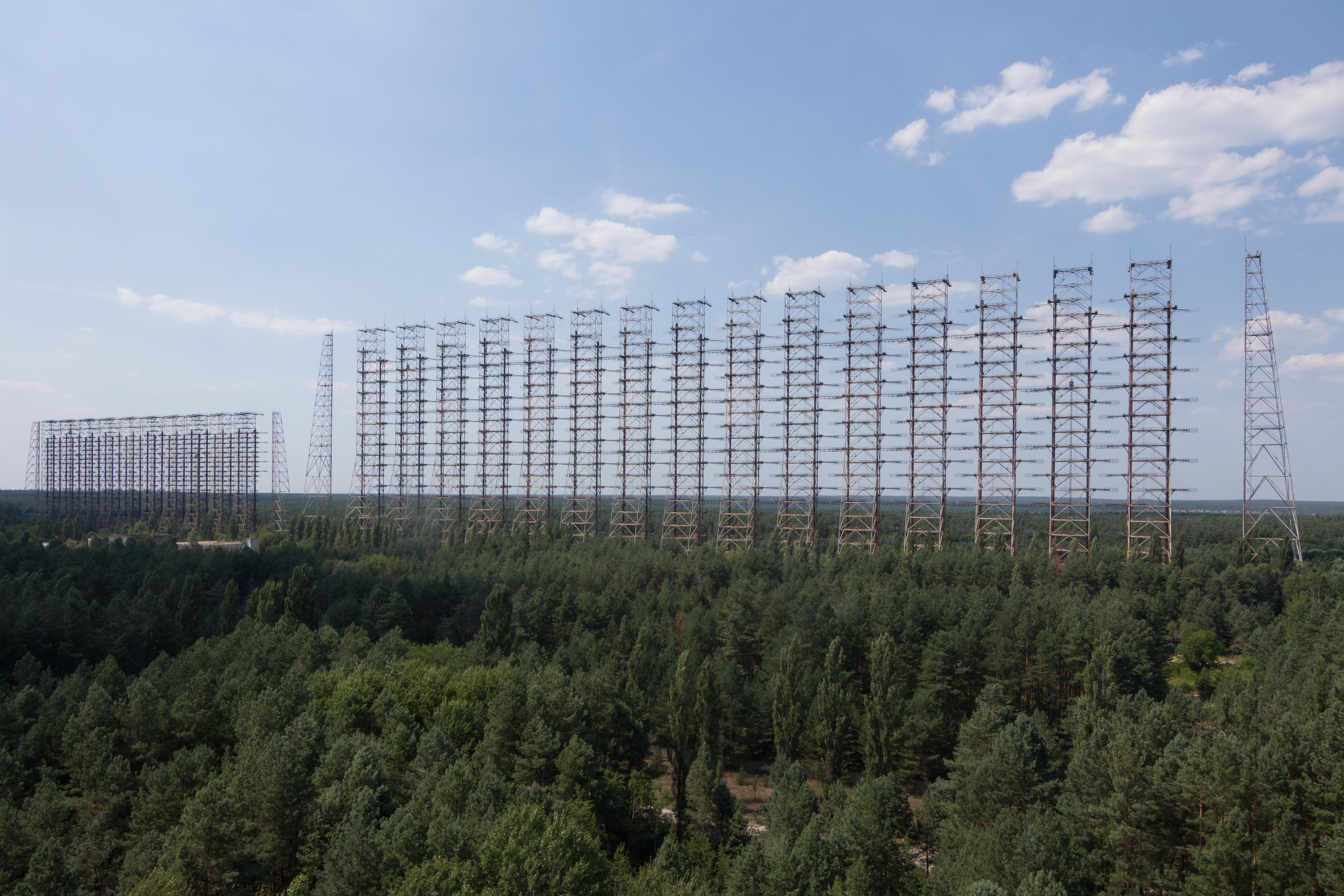
Anténní pole v Černobylu

Duga (rusky Дуга) byl sovětský OTH (over the horizon) radarový systém, využívaný jako součást systému včasné výstrahy ABM. Radar byl provozován od července 1976 do prosince 1989. Operačně byly nasazeny dva radary Duga, jeden poblíž Černobylu a druhý na východní Sibiři.
Radary Duga byly velmi silné, v některých případech měly výkon více než 10 MW, a vysílaly v krátkovlnných rozhlasových pásmech. Zvuk se objevoval bez varování a zněl jako ostré hlasité opakující se klepání v 10 Hz, což vedlo k vytvoření přezdívky „ruský Datel“. Náhodné vstupy do běžných frekvencí narušovaly legitimní vysílání i amatérské rádio, komerční letectví i další oblasti a vyústily v tisíce stížností v mnoha zemích po celém světě. 
Signály byly zdrojem pro mnoho spekulací. Některé vedly až k teoriím, že Sovětský svaz experimentuje s přístroji na ovládání mysli nebo k řízení počasí. Nicméně mnozí odborníci a s nimi společně radioamatéři rychle zjistili, že se jedná o OTH radar.
Po havárii v jaderné elektrárně Černobyl se začalo s okamžitou evakuací drahých elektronických součástek.

## Historie

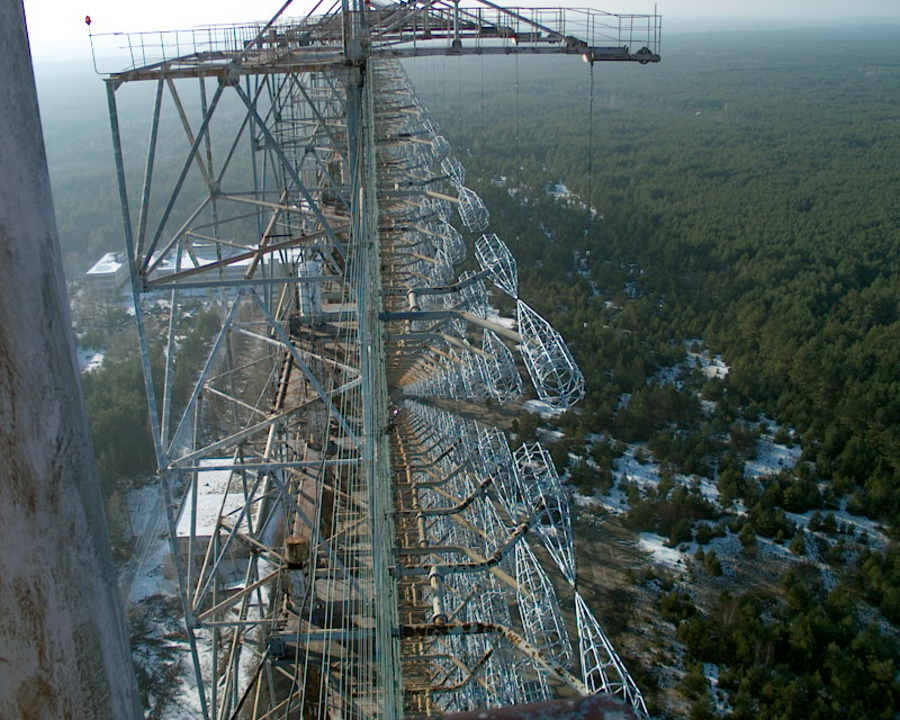
Anténní pole radaru Duga-1 v černobylské uzavřené zóně.

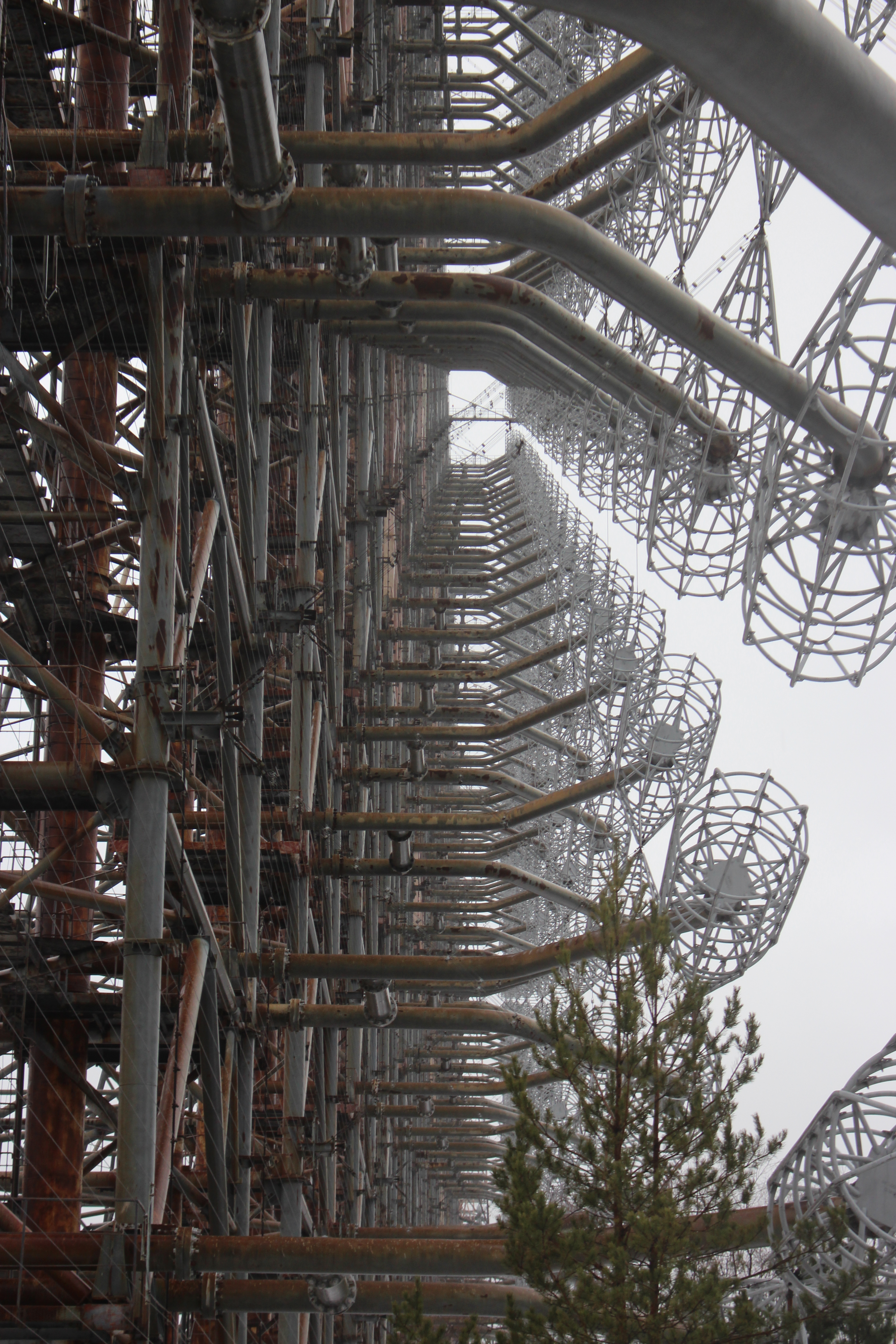
Ocelová konstrukce Duga-1 zespodu

Sověti pracovali na radarovém systému včasného varování pro své antibalistické raketové prostředky celá šedesátá léta. Žádný z těchto systémů ale nebyl schopný poskytnout varování o startu nepřátelské rakety během několika sekund nebo minut, aby bylo možné včas zajistit obranu a naplánovat reakci.
První experimentální systém Duga byl postaven za městem Mykolajiv na Ukrajině, kde úspěšně detekoval starty raket z Kosmodromu Bajkonur na vzdálenost 2500 kilometrů. Následoval prototyp Duga postavený na stejném místě, který byl schopen sledovat starty z Dálného východu a z ponorek v Tichém oceánu. Oba tyto radarové systémy byly zaměřeny na východ a měly poměrně nízký výkon, ale byl ověřen koncept k operačnímu nasazení. Nový systém Duga-1 využíval vysílač a přijímač vzdálené od sebe asi 60 km.

### „Ruský Datel“
Roku 1976 byl po celém světě detekován nový a silný rádiový signál pojmenovaný radioamatéry Datel. Přenosové napětí vysílače bylo přibližně stejně vysoké jako 10 MW ekvivalentního izotropně vyzářeného výkonu.
Radarový systém byl Sověty označen kódem 5Н32-Západ a byl zřízen ve dvou uzavřených městech. Ljubech-1 disponoval dvěma vysílači a Černobyl-2 měl přijímače.

### Pojmenování dle NATO
NATO pojmenovalo systém Duga-1 jako „STEEL YARD“. Některé zdroje také používají termín „STEEL WORK“ (nebo „STEEL WORKS“). 
- Signál byl zaznamenán na třech opakovacích frekvencích: 10 Hz, 16 Hz a 20 Hz.
- Nejběžnější bylo 10 Hz, režimy 16 Hz a 20 Hz byly spíše vzácné.
- Impulsy přenášené datlem měly šířku pásma typicky 40 kHz.

### Rušení
Radioamatéři zkoušeli signál rušit vysíláním na stejné frekvenci. Založili klub s názvem Lovecký klub ruského datla.

### Radar Duga v populární kultuře
Spekulacím o plánované explozi jaderné elektrárny Černobyl pro zakrytí stop o prodělečném a nefunkčním radaru se věnuje dokumentární film Ruský datel z roku 2015 režírovaný Chadem Graciou. Teorii ve filmu propaguje alternativní umělec Fedor Alexandrovič, ale nenabízí kromě domněnek žádné důkazy. Kontroverzní film získal cenu poroty za dokument na Mezinárodní filmovém festivalu Sundance 2015.